# Haliclona ulreungia
Haliclona ulreungia är en svampdjursart som beskrevs av Thomas Robertson Sim och Byeon 1989. Haliclona ulreungia ingår i släktet Haliclona och familjen Chalinidae.
Artens utbredningsområde är havet utanför Sydkorea. Inga underarter finns listade i Catalogue of Life.